# Buddhismus a věda
Vztah mezi buddhismem a vědou je předmětem současných diskusí a debat mezi buddhisty, vědci a učenci buddhismu. Historicky buddhismus zahrnuje mnoho typů přesvědčení, tradic a praktik, takže je obtížné prosadit jakýkoli jednotlivý „buddhismus“ ve vztahu k vědě. Podobně otázka toho, k čemu se „věda“ vztahuje, zůstává předmětem debaty a neexistuje jediný pohled na tuto otázku. Ti, kdo srovnávají vědu s buddhismem, mohou používat „vědu“ k označení „metody střízlivého a racionálního zkoumání“ nebo mohou odkazovat na konkrétní vědecké teorie, metody nebo technologie.
V celém buddhistickém světě existuje mnoho příkladů nevědeckých pohledů na svět, jako je dogmatismus, fundamentalismus, klerikalismus, oddanost nadpřirozeným duchům a božstvům. Nicméně od 19. století řada moderních osobností tvrdila, že buddhismus je racionální a jedinečně kompatibilní s vědou. Někteří dokonce tvrdili, že buddhismus je „vědecký“ (jakási „věda mysli“ nebo „vnitřní věda“). Ti, kdo tvrdí, že buddhismus je v souladu s vědou, poukazují na určité společné rysy mezi vědeckou metodou a buddhistickým myšlením. Například 14. dalajlama v projevu ke Společnosti pro neurovědy uvedl „podezření na absolutní “ a spoléhání se na kauzalitu a empirismus jako běžné filozofické principy sdílené buddhismem a vědou.
Buddhisté také poukazují na různá prohlášení v buddhistických písmech, která podporují racionální a empirické zkoumání a vyzývají lidi, aby před přijetím Buddhova učení otestovali. Kromě toho byly buddhistické doktríny, jako je nestálost a prázdnota, srovnávány s vědeckým chápáním přirozeného světa. Nicméně, někteří učenci kritizovali myšlenku, že buddhismus je jedinečně racionální a vědecký přátelský, vidí tyto myšlenky jako menší prvek tradičního buddhismu. Učenci jako Donald Lopez Jr. také tvrdili, že toto vyprávění o buddhismu jako racionalistickém se vyvinulo nedávno, jako součást buddhistického modernismu, který vzešel ze setkání buddhismu a západního myšlení.

## Moderní recepce

### Moderní vědci o buddhismu
Niels Bohr, který vyvinul Bohrův model atomu.
Americký fyzik J. Robert Oppenheimer udělal analogii k buddhismu, když popisoval Heisenbergův princip neurčitosti:
Nositel Nobelovy ceny za fyziku Albert Einstein, který vyvinul obecnou teorii relativity a speciální teorii relativity, známou také svou ekvivalencí hmotnosti a energie, popsal buddhismus jako obsahující silný kosmický prvek.

### Moderní buddhisté o vědě
14. dalajlama je známý svým zájmem o vědu a uvedl, že buddhismus se musí řídit ověřenými vědeckými poznatky:
Moje důvěra v to, že se pustím do vědy, spočívá v mém základním přesvědčení, že stejně jako ve vědě, tak i v buddhismu je pochopení podstaty reality sledováno prostřednictvím kritického zkoumání: pokud by vědecká analýza měla přesvědčivě prokázat, že určitá tvrzení v buddhismu jsou nepravdivá, pak musíme přijmout poznatky vědy a opustit tato tvrzení.
Dalajlama tvrdí, že věda a spiritualita spolu souvisejí, i když fungují na různých úrovních:
Velkým přínosem vědy je, že může ohromně přispět ke zmírnění utrpení na fyzické úrovni, ale pouze kultivací kvalit lidského srdce a proměnou našich postojů můžeme začít řešit a překonat duševní utrpení. Jinými slovy, posílení základních lidských hodnot je nepostradatelné pro naše základní hledání štěstí. Z hlediska lidského blaha tedy věda a spiritualita spolu nesouvisí. Potřebujeme obojí, protože ke zmírnění utrpení musí dojít jak na fyzické, tak na psychické úrovni.

## Předmoderní buddhismus

### Racionální bádání v buddhistických textech
Někteří moderní komentátoři tvrdí, že buddhistické texty obsahují myšlenky, které sdílejí společné rysy s moderními vědeckými metodami, jako je povzbuzování k nestrannému zkoumání přírody (činnost označovaná jako dhamma-vicaya v pálijském kánonu ) – hlavním předmětem studia je povaha člověka. mysl nebo sebe.

Několik pasáží z buddhistických písem bylo viděno jako označení důležitosti svobodného myšlení a empirického zkoumání buddhismu. Snad nejpopulárnější buddhistický diskurs používaný tímto způsobem je Kālāma Sutta (AN 3.65). V tomto diskursu Buddha mluví k řadě vesničanů, kteří si nejsou jisti, kterým myšlenkám mají věřit. Klíčová pasáž, která je široce citována, říká:
Pojď, Kálámi, neřiď se ústním podáním, linií učení, z doslechu, sbírkou písem, logickým uvažováním, inferenčním uvažováním, rozumným uvažováním, přijetím názoru po jeho zvážení, zdánlivým kompetence mluvčího, nebo proto, že si myslíte: 'Asketika je náš guru.' Ale když, Kálámi, sami víte: ,Tyto věci jsou neprospěšné; tyto věci jsou vinné; tyto věci moudří odsuzují; Tyto věci, pokud jsou přijímány a přijímány, vedou ke škodě a utrpení,“ pak byste je měli opustit.
Přesný význam této pasáže byl široce diskutován a interpretován. Buddhističtí modernisté považují tuto pasáž za důkaz, že Buddha podporoval skeptické empirické zkoumání, které odmítlo víru, dogma, písma, Zjevení a dokonce i racionalistické metafyzické spekulace.  Bhikkhu Bodhi však poznamenává, že tato sútra nevylučuje víru jako důležitou součást cesty. Další diskurz, Vīmaṃsaka Sutta (MN 47, s čínskou paralelou na MA 186), nazval Bhikkhu Analayo „pozoruhodnou obhajobou volného dotazu“.

### Rozum a logika v buddhistické scholastice
Buddhistické texty obsahují nabádání ke zkoumání Buddhova učení prostřednictvím rozumu a zkušenosti. Śāntarakṣita 's (725–788 CE) Tattvasaṃgraha cituje dobře známou pasáž z písem, kterou cituje také 14. dalajlama a další buddhisté:
"Ó mniši, jako zlato, které se zahřívá, řeže a tře, moudří by měli analyzovat má slova a pak je přijmout; neměli by to dělat z úcty." – Sutra o čistých říších rozprostřených v hustém poli
Buddhismus má také dlouhou tradici epistemologie a logiky . Buddhističtí filozofové v této tradici, jako Dignāga a Dharmakīrti, vyvinuli komplexní teorie znalostí, které tvrdily, že existují pouze dva „nástroje znalostí“ nebo „epistemické nástroje“ ( pramana ): vnímání a závěr.
Podle Cristiana Coseru je Dignāgova teorie poznání silně založena na vnímání. Navíc, na rozdíl od jiných indických teorií vědění, indičtí buddhističtí filozofové jako Dharmakīrti (před 6. nebo 7. stoletím) obecně odmítali písmo jako hlavní epistemický nástroj. Dharmakīrti zastával názor, že člověk by se neměl spoléhat na písmo při rozhodování o otázkách, které lze objevit racionálními prostředky, a že lze odmítnout nerozumné části písem. Tvrdil však, že pokud jde o „radikálně nedostupné věci“ (jako je karma), lze se obrátit na písmo (které bylo nejistým a omylným zdrojem).